# Heinrich Ströbel
Pour les articles homonymes, voir Strobel.
Heinrich Ströbel (né le 7 juin 1869 à Bad Nauheim et mort le 11 janvier 1944 à Zurich) est un éditorialiste et une personnalité politique socialiste allemande.

## Biographie
Ströbel fréquente la Realschule avant de se former, en autodidacte, à l'histoire de la littérature et à l'économie. En 1889 il rejoint le SPD et commence à écrire dans différents journaux du parti. À partir de 1908 Ströbel est membre du Parlement de Prusse et de 1910 à 1916 rédacteur du journal du parti social démocrate Vorwärts. En 1917, durant la Première Guerre mondiale, Ströbel rejoint le Parti social-démocrate indépendant (USPD). Il tente alors de placer Vorwärts sous le contrôle de l'USPD.
À la fin de la guerre Ströbel prend la tête avec Paul Hirsch, membre du SPD, du gouvernement révolutionnaire de Prusse. Du 14 novembre 1918 au 4 janvier 1919 il occupe le poste de ministre-président de Prusse.
De mars 1919 à novembre 1920 Ströbel fait fonction d'éditorialiste au journal Die Weltbühne. Après la scission de l'USPD il retourne en 1920 au SPD et fait partie du Reichstag de 1924 à 1932. Il y représente l'aile gauche pacifiste du SPD. Peu après avoir été élu à la direction du parti au congrès de Leipzig en 1931, il rejoint le Parti socialiste ouvrier dont il a été brièvement le co-représentant avec Kurt Rosenfeld et Max Seydewitz. Il réintègre le SPD dès le début de 1932.
En 1927 il fait partie des fondateurs du journal Der Klassenkampf - Marxistische Blätter (Lutte des classes-Feuilles marxistes). Il collabore également au journal pacifiste Das andere Deutschland. En 1933 il émigre en Suisse.